# Теояомкуи
Теояомкуи, Уауантли (исп. Teoyaomqui, Huahuantli) — в ацтекской мифологии бог мёртвых воинов, особенно погибших в битве. Считался также солнечным божеством, покровителем Шестого часа дня. Иногда отождествлялся с богом Тепейоллотлем.